# Chenopodium adpressifolium
Chenopodium adpressifolium là loài thực vật có hoa thuộc họ Dền. Loài này được Pandeya & A.Pandeya mô tả khoa học đầu tiên năm 2003.